# Online Film Critics Society Awards/Bester Ton
Der OFCSA in der Kategorie „Bester Ton“ wurde nur 2002 und 2003 verliehen.
2002
Der Herr der Ringe: Die zwei Türme (The Lord of the Rings: The Two Towers)
Gangs of New York
Minority Report
Signs – Zeichen
Star Wars: Episode II – Angriff der Klonkrieger
2003
Der Herr der Ringe: Die Rückkehr des Königs (The Lord of the Rings: The Return of the King)
28 Days Later
Kill Bill Vol. 1
Master & Commander – Bis ans Ende der Welt (Master and Commander: The Far Side of the World)
Fluch der Karibik (Pirates of the Caribbean: The Curse of the Black Pearl)